# クローリー (イングランド)
クローリー (Crawley) は、イングランド・ウェスト・サセックスのタウン、非都市ディストリクトである。ロンドンのチャリング・クロスの南45km、ブライトン・アンド・ホヴの北29km、チチェスターの北東51kmに位置する。

## 歴史
石器時代より居住があり、ローマ時代は製鉄の中心地であった。13世紀よりマーケットタウンとして徐々に発展した。1840年代に鉄道と接続した。1940年代にガトウィック空港が町の外れに開港し、商業や産業が発展した。第二次世界大戦後、イギリス政府はロンドンから多くの人と仕事をニュータウンに移すことを計画し、1947年にクローリーを1946年ニュータウン法に基づくニュータウンに指定した。

## 地理
クローリーはウェスト・サセックス州の北東部に位置し、北側でサリー州と接している。
隣接する自治体
- ウェスト・サセックス州
  - ホーシャム
  - ミッド・サセックス
- サリー州
  - モル・ヴァリー（英語版）
  - レイゲット・アンド・バンステッド（英語版）
  - タンドリッジ（英語版）

## 出身人物
- アラン・ミンター - プロボクサー
- ケヴィン・マスカット - サッカー選手
- ザ・キュアー - ロックバンド
- ロバート・スミス - ミュージシャン

## 姉妹都市
- ドルステン、ドイツ